# Stávros Grigóris
Stávros Grigóris (en grec Σταύρος Γρηγόρης), né le 23 octobre 1954 à Leucade en Grèce, est un homme politique grec.

## Biographie
Aux élections législatives grecques de janvier 2015, il est élu député au Parlement grec sur la liste de la SYRIZA dans la circonscription de Leucade.